# 达尼埃莱·吉拉尔多尼
达尼埃莱·吉拉尔多尼（義大利語：Daniele Gilardoni，1976年4月1日—），意大利男子赛艇运动员。他曾代表意大利参加世界赛艇锦标赛，获得十一枚金牌、一枚银牌和一枚铜牌。